# Tusciziphius
Tusciziphius — вимерлий рід зифіїдних китоподібних. Поширення включає міоцен Португалії та Іспанії та пліоцен Італії та Сполучених Штатів. Відомі два види: T. atlanticus і T. crispus. Типова місцевість — Case il Poggio, у занклійському прибережному пісковику/глині в Італії.